# Czełmiet Czelabińsk
Czełmiet Czelabińsk (ros. Челмет Челябинск) – rosyjski klub hokeja na lodzie z siedzibą w Czelabińsku.

## Historia
Klub został założony w 1948 roku jako Mietałłurg Czelabińsk, następnie od 1989 roku istniał jako Mieczeł. W 2012 roku ze sponsorowania klubu wycofała się firma Mieczeł i w tym czasie nazwę klubu przemianowano na Czełmiet.
Jest klubem farmerskim Traktora Czelabińsk występującego w KHL.

## Sukcesy
- Brązowy medal Rosyjskiej FSRR: 1963
- Srebrny medal Rosyjskiej FSRR: 1977
- Złoty medal wyższej ligi: 1997
- Brązowy medal MHL-B: 2014

## Zawodnicy
Wychowankami klubu Mieczeła są m.in. Danis Zaripow, Jewgienij Miedwiediew, Jewgienij Chacej, Anton Biełow. W klubie występowali ponadto Boris Tortunow, Maksim Jakucenia, Aleksandr Jeriomienko, Władimir Antipin, Jegor Podomacki, Siergiej Pajor, Siergiej Topol.